# Sebedín-Bečov
Sebedín-Bečov (in tedesco  Siebenhain-Altmannsdorf, in ungherese Szebedény-Becsó) è un comune della Slovacchia facente parte del distretto di Banská Bystrica, nella regione omonima.

## Storia
Il comune di Sebedín-Bečov è sorto nel 1964 dall'unione di due municipalità preesistenti: Sebedín e Bečov. Il villaggio di Sebedín è citato per la prima volta nel 1294 (con il nome di Zebenyn). A quell'epoca apparteneva alla signoria di Vígľaš. Nel 1688 fu saccheggiato dai Turchi. Il villaggio di Bečov, invece, viene citato per la prima nel 1351. Nel 1582 e nel 1668 venne devastato dai Turchi.